# ۹۰۳ (میلادی)
۹۰۳ (میلادی) نهصد  و سومین سال تقویم میلادی است.

## زادگان
- ۷ دسامبر – عبدالرحمن صوفی، ستاره‌شناس ایرانی

## درگذشتگان
- ۲۶ مارس – سوگاوارا نو میچی‌زانه، شاعر ژاپنی